# Tueur d'élite
Pour plus de détails, voir Fiche technique et Distribution.
Tueur d'élite (The Killer Elite) est un film américain réalisé par Sam Peckinpah et sorti en 1975. Il s'agit d'une adaptation du roman Monkey in the Middle de Robert Syd Hopkins.
Le film reçoit des critiques plutôt négatives dans la presse américaine à sa sortie.

## Synopsis
Mike Locken travaille comme garde du corps et à l'occasion tueur avec son ami George Hansen pour une mystérieuse compagnie d'espionnage rattachée à la CIA. Pendant une mission durant laquelle ils sont censés protéger un homme, Hansen retourne sa veste et tue leur client. Néanmoins, il ne tue pas son collègue et ami Locken mais lui tire une balle dans le bras et une autre dans le genou, le blessant grièvement. Les médecins annoncent à Locken qu'il ne pourra jamais remarcher normalement. Bien que ses employeurs veuillent le mettre à la retraite, il décide de récupérer sa forme physique coûte que coûte. 
Pour cela, il se consacre entièrement à sa rééducation avec l'infirmière qui l'a soigné et qui est devenue sa petite amie, puis à sa remise aux sports de combats avec ses anciens compagnons d'armes, jusqu'au jour où l'opportunité se présente d'affronter son ancien ami. En effet, le voyant bien remonté physiquement, ses anciens employeurs lui proposent une mission où il sera confronté à Hansen. Locken demande à embaucher ses propres collaborateurs pour mener à bien cette mission, sans compromis, malgré les doutes émis par son chef sur leur capacité physique pour l'un, psychique pour l'autre.

## Fiche technique
- Titre français : Tueur d'élite
- Titre original : The Killer Elite
- Réalisation : Sam Peckinpah
- Scénario : Marc Norman et Stirling Silliphant, d'après le roman Monkey in the Middle de Robert Syd Hopkins
- Musique : Jerry Fielding
- Photographie : Philip H. Lathrop
- Montage : Tony De Zarraga et Monte Hellman
- Production : Martin Baum, Helmut Dantine & Arthur Lewis
- Sociétés de production : Exeter Associates, Persky-Bright Productions, Arthur Lewis Productions & Baum/Dantine Productions
- Société de distribution : United Artists
- Pays de production :  États-Unis
- Langues originales : anglais, mandarin
- Format : Couleur - Mono - 35 mm
- Genre : thriller
- Durée : 111 minutes
- Dates de sortie[1] :
  - États-Unis : 19 décembre 1975
  - France : 28 avril 1976
- Classification[2] :
  - États-Unis : PG
  - France : tous publics
- Affiche : Jouineau Bourduge (France)

## Distribution
- James Caan (VF : Bernard Tiphaine) : Mike Locken
- Robert Duvall (VF : Marc de Georgi) : George Hansen
- Arthur Hill (VF : Marc Cassot) : Cap Collis
- Burt Young (VF : Serge Sauvion) : Mac
- Bo Hopkins (VF : Francis Lax) : Jerome Miller
- Mako : Yuen Chung
- Tiana Alexandra (en) : Tommie
- Gig Young (VF : Marcel Bozzuffi) : Lawrence Weyburn
- Tom Clancy (en) (VF : Jacques Dynam) : O'Leary
- Hank Hamilton (VF : Jacques Ferrière) : Hank
- Helmut Dantine (VF : Georges Atlas) : Vorodny
- Kate Heflin (VF : Évelyn Séléna) : Amy
- Sondra Blake (VF : Monique Thierry) : Josephine
- George Cheung : Bruce

## Production
Ce film intervient dans la carrière de Sam Peckinpah après l'abandon d'un projet intitulé The Insurance Company pour la 20th Century Fox. Le cinéaste n'a plus la cote auprès des producteurs et des studios. Mike Medavoy d'United Artists croit cependant toujours en lui et lui propose une adaptation du roman Monkey in the Middle de Robert Syd Hopkins. Mike Medavoy croyait dans les capacités de Peckinpah, mais savait qu'il était bloqué à Hollywood, après s'être mis à dos toute la profession. Lorsque ce projet est arrivé, il savait qu'il était parfait pour Sam Peckinpah à une condition : travailler sous la stricte supervision de Mike Medavoy. Le réalisateur a accepté.
Stirling Silliphant participe à la réécriture du script original de Marc Norman à la condition que sa petite amie de l'époque Tiana Alexandra (en) obtienne un rôle.
Une fois engagé sur le film, James Caan exige qu'il soit tourné sur le sol américain, alors que l'intrigue du roman se déroule en Angleterre, ; mais le tournage aura lieu en Californie (San Francisco et sa baie, Sausalito, Hamilton Air Force Base, Marin Headlands, baie de Suisun).

## Autour du film
Tueur d'élite est un des films les plus complexes et les plus intrigants de Peckinpah. On en retient les thèmes essentiels de l'œuvre du cinéaste : amitié trahie, vengeance. Le film prend formellement le contrepied des œuvres précédentes du cinéaste. Sam Peckinpah est un fin connaisseur de théâtre (il est l'auteur d'une thèse sur la captation de théâtre en vidéo) et connaisseur de Bertolt Brecht[réf. nécessaire]. Il semble que dans ce film (voir le livre de Gérard Camy) Peckinpah ait voulu se livrer à un exercice de distanciation, le concept le plus célèbre développé par Brecht. Le film ne cesse de désamorcer une violence que le cinéaste rendait lyrique dans ses œuvres précédentes.